# Луїза Райхардт
Луїза Райхардт (нім. Louise Reichardt; 14 травня 1752, Берлін — 17 листопада 1826, Гамбург) — німецька композиторка.

## Біографія
Народилася у Берліні. Була дочкою композиторів Юліани Райхардт та Йоганна Фрідріха Райхардта, внучкою Франтішека Бенди, концертмейстера при дворі Фрідріха II. Після смерті Юліани Райхардт, сім'я переїхала із Берліна до Ґібіхенштайну біля Галле. Луїза Райхардт вчилася музики з батьком, і в 1800 році чотири її пісні були надруковані разом у батьковій збірці пісень. Вона викладала вокал, а в 1809 році переїхала до Гамбурґа, де навчалася у Йоганна Фрідріха Класінґа. Райхардт була активною у Гамбурзі як хоровий диригент і заснувала там Співочу спілку. Вона також перекладала латинські твори Гассе та Ґрауна на німецьку.

## Творчість
Деякі її твори:
- Giusto Amor
- Notturno
- Vanne felice rio (Metastasio) (1806)
- Bergmannslied (Novalis)
- Heimweh (attributed to Wetzel)
- Die Blume der Blumen (Runge)
- Duettino (1802) (Brentano)  (два тенори)
- From Des Knaben Wunderhorn: Hier liegt ein Spielmann begraben
- Betteley der Vögel